# Замошье (Оленинский район)
Замошье — деревня в Оленинском муниципальном округе Тверской области, до 2019 года входила в состав Холмецкого сельского поселения.

## География
Деревня расположена в 21 км на северо-запад от посёлка Оленино.

## История
В конце XIX — начале XX века деревня являлась центром Замошинской волости Ржевского уезда Тверской губернии. 
С 1929 года деревня входила в состав Холмецкого сельсовета Оленинского района Ржевского округа Московской области, с 1935 года — в составе Калининской области, с 1994 года — в составе Холмецкого сельского округа, с 2005 года — в составе Холмецкого сельского поселения, с 2019 года — в составе Оленинского муниципального округа.

## Население
| 1859 | 1883 | 2002 | 2010 |
| ---- | ---- | ---- | ---- |
| 171  | ↗208 | ↘10  | ↘7   |